# Krka, Ivančna Gorica
Krka je naselje v občini Ivančna Gorica. Nastalo je leta 1953 z združitvijo zaselkov Gmajna in Videm. Nedaleč od vasi je izvir reke Krke. Osrednji del naselja se je razvil ob mostu čez istoimensko reko blizu njenih izvirov in južno od lokalne ceste Ivančna Gorica - Novo mesto.

## Umetnostni spomeniki
Vikariat šentviške župnije na tem mestu je v starih listinah prvič omenjen že v 12. stoletju. Leta 1395 je Krka prišla pod stiško upravo, 1657 pa je postala samostojna župnija. Prvotna cerkev posvečena zdravniškima zavetnikoma sv. Kozmi in Damijanu, je bila verjetno postavljena v 12. stoletju. Sedanjo baročno stavbo so od leta 1707 do 1757 temeljito prezidali in ji 1771 dodatno povečali prezbiterij. Cerkev je ob koncu 17. in v 18. stoletje slovela kot romarska postojanka.